# Paul Berthon

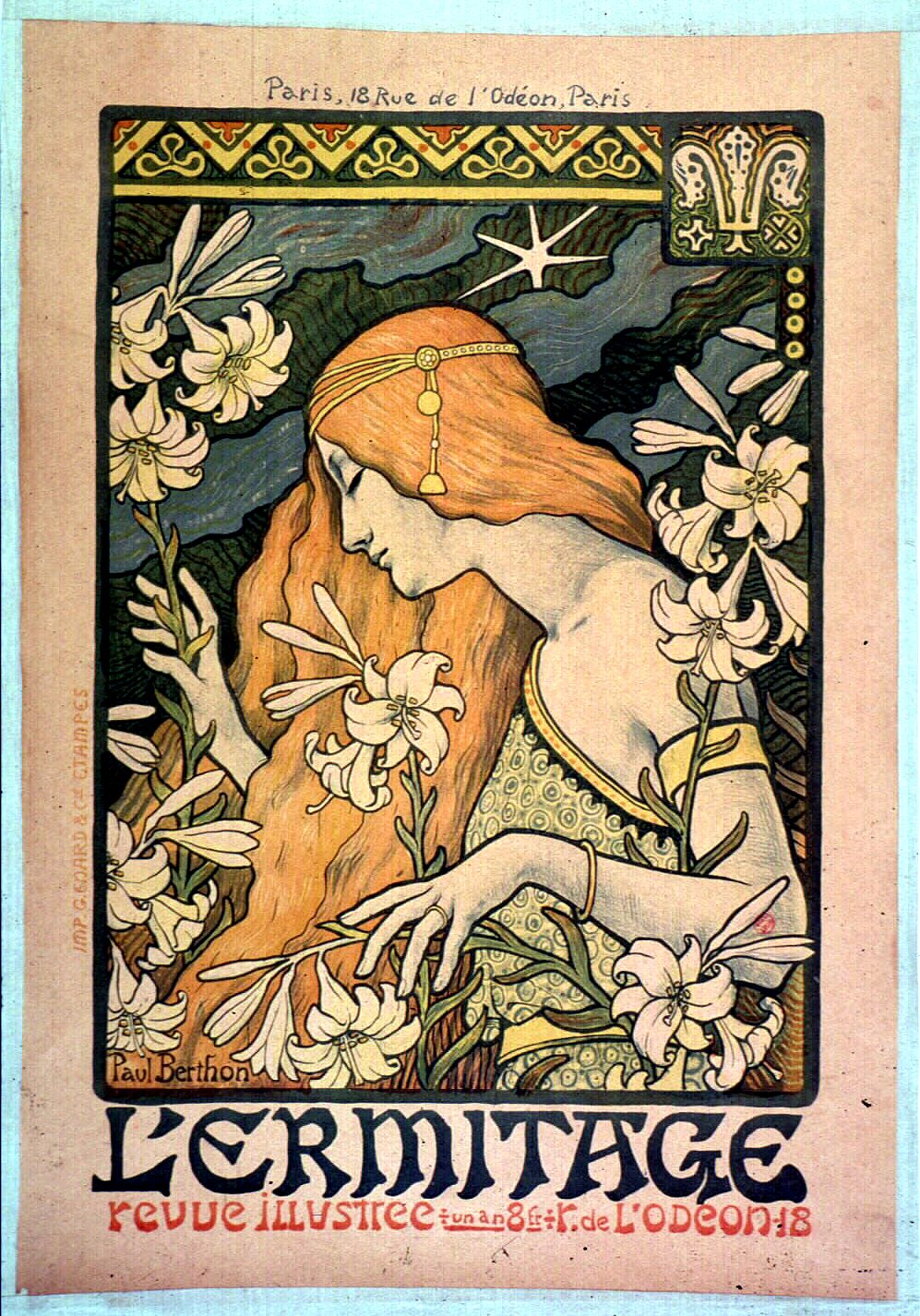
Berthons art-nouveau-poster voor de revue L'Hermitage, 1897

Paul Berthon (Villefranche-sur-Saône, 15 maart 1872 – Parijs, 15 februari 1909) was een Franse kunstenaar die voornamelijk posters en lithos ontwierp in de stijl van de art nouveau, zoals ook Alphonse Mucha dat deed. Berthon studeerde voor kunstschilder in Villefranche voor hij naar Parijs ging. Daar ging hij naar de École Normale d'Enseignement de Dessin waar hij zowel schilderlessen kreeg van Luc-Olivier Merson als lessen in de decoratieve kunsten van Eugène Grasset. Aanvankelijk kopieerde hij in zijn litho’s de stijl van Grasset, maar vanaf ongeveer 1898 wist hij zijn eigen unieke stijl te ontwikkelen van pastelkleurige litho’s waarin duidelijk Japanse invloeden zijn te herkennen. 
Het grafische werk van Paul Berthon bestaat uit 94 originele litho's. Een derde daarvan zijn advertenties, de overige worden door hem Panneaux Decoratifs genoemd. Dit zijn op zichzelf staande kunstwerken.

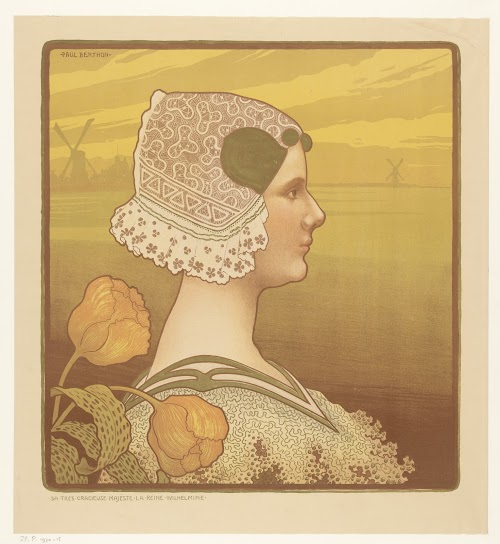
Litho Koningin Wilhelmina 1901

Zijn in Nederland bekendste werk is zijn portret van Koningin Wilhelmina uit 1901.

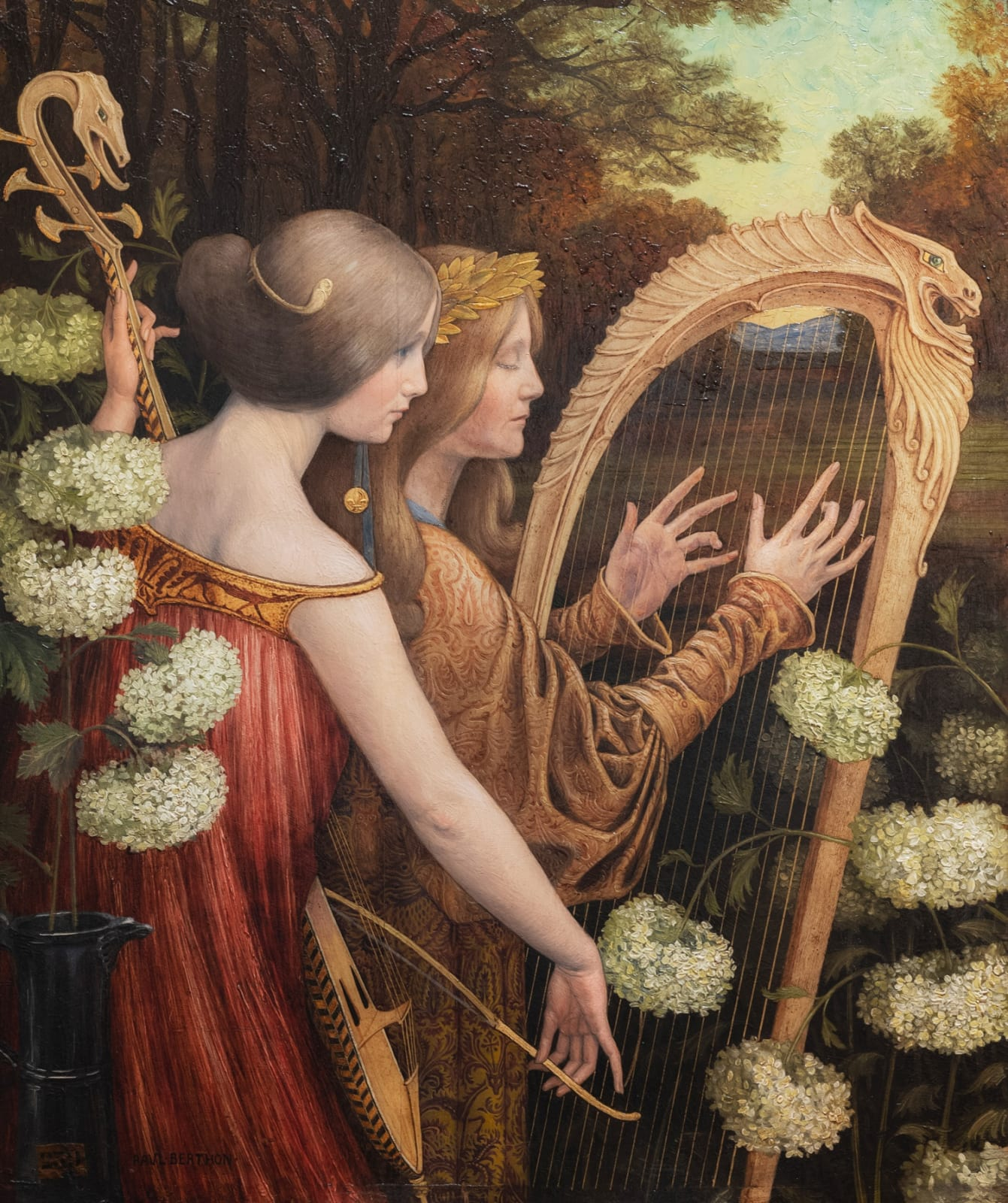
Les Musiciennes dans un Parc 1905

Zijn laatste litho's maakte hij in 1903. Hij werd vervolgens vrederechter (juge de paix) in Pontoise. In 1906 keerde hij nog eenmaal terug in de kunstwereld. Op een tentoonstelling in Palais-Salon in Parijs bracht hij zijn enige bekende olieverfschilderij "Les Musiciennes dans un Parc" in.

## Referentie
- Paul Berthon
- Arwas, Victor (1978)  Berthon & Grasset. Academy Editions ISBN 978-0847801039
- The Poster Vol. 2 no 11, May 1899 "An Interview with Paul Berthon".
- Jean-David Jumeau-Lafond: artikel over Berthon op www.alfineart.com.